# ماه‌فروزمحله علیا

ماه‌فروزمحله علیا، روستایی است از توابع بخش رودپی شهرستان ساری در استان مازندران ایران.

## جمعیت
این روستا در دهستان رودپی شرقی قرار داشته و بر اساس آخرین سرشماری مرکز آمار ایران که در سال ۱۳۸۵ صورت گرفته، جمعیت آن ۵۹۸نفر (۱۵۶خانوار) بوده‌است.